# Honda Civic
A Honda Civic egy kompakt családi autó, amelyet a japán Honda Motor Company, Limited készít 1973 óta. Összesen 11 generációja van.

## Története
Körülbelül 18 500 000 darab készült a Civicből, mellyel a negyedik helyet foglalja el a legnagyobb darabszámban gyártott autómodellek listáján. Egyedül a Toyota Corolla, a Mercedes-Benz E osztály és a Volkswagen Bogár járművek előzik meg. Ezzel az értékkel 2005-től a Civic lett a Honda világszerte legkelendőbb modellje. A széria az elismertségét a méretkategórián belül korábban példátlan műszaki megoldásaival, felszereltségével, letisztult, de erőt sugárzó megjelenésével, egyszerű, de átgondolt és tartós belső kidolgozásával, kimagasló megbízhatóságú, menetteljesítményű és mindezek mellett rendkívül kedvező üzemanyagfogyasztású motorjaival alapozta meg.
| „                 | Ha a világon bárhol valamilyen autóversenyt rendeznek, annak a rajtjánál mindig legyen egy Honda. | ” |
| – Honda Szóicsiró |                                                                                                   |   |

## Az első generáció (1973–1979)

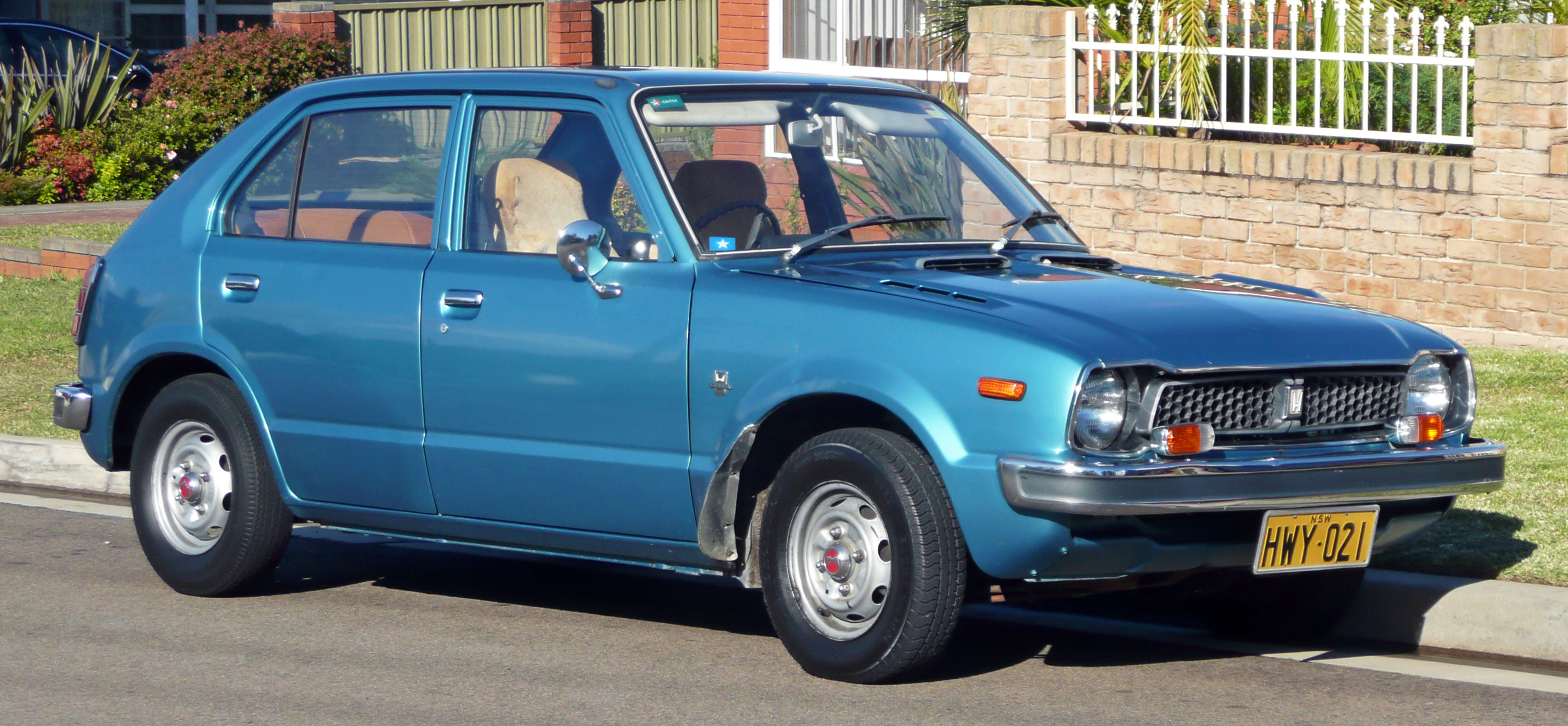
Első generációs Civic hatchback

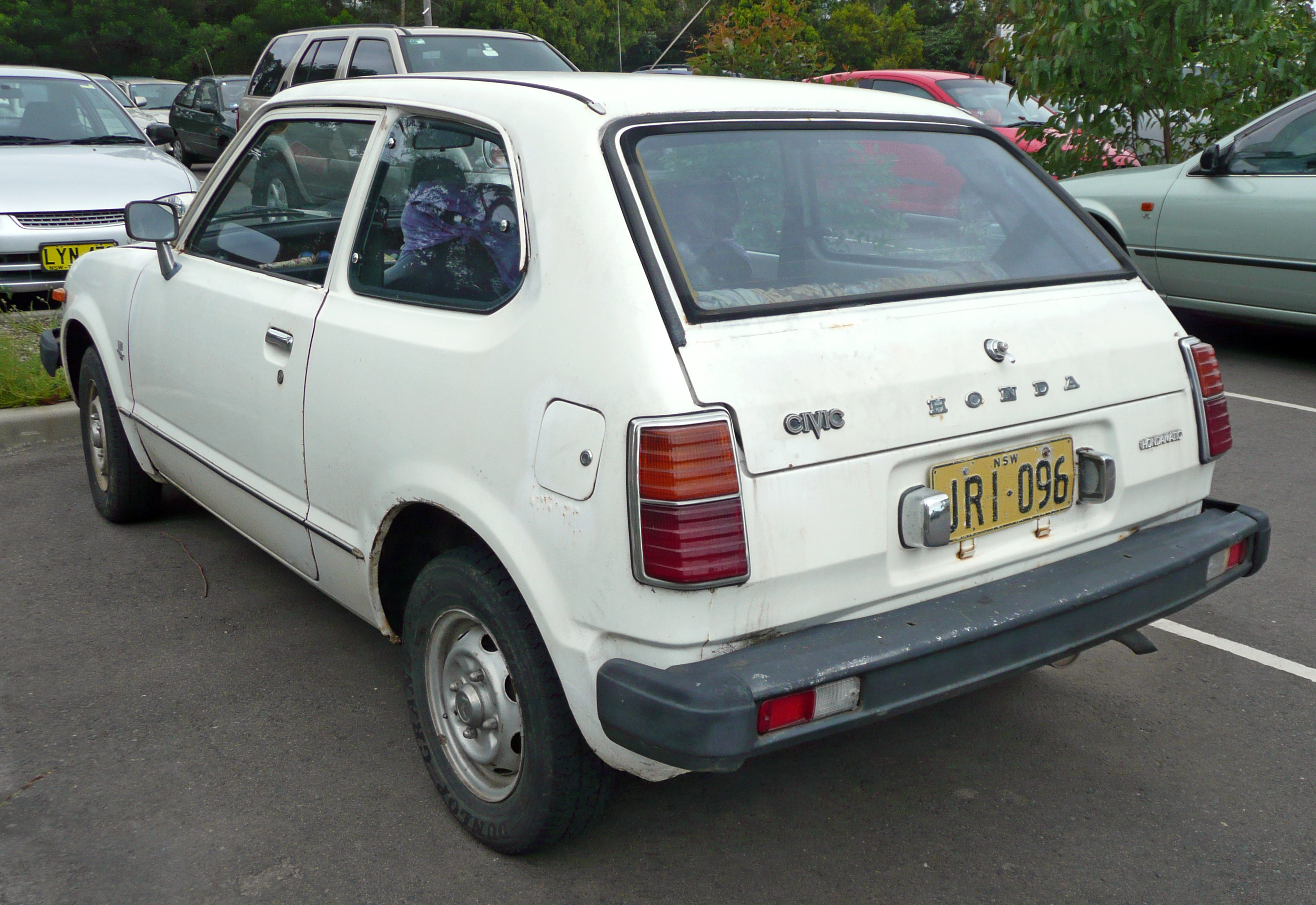
Első generációs Civic hatchback

Az első debütáló példányok még a kiskategóriás autók közé tartoztak. Egy évvel a bemutató után, 1974-ben a kis kéthengeres aggregátot 1,2 literes, négy hengeres, 50 lóerősre cserélték, ami az autó viszonylag alacsony tömege miatt meglepően jó menetteljesítményeket eredményezett. 1974-re a hengerűrtartalom 1237 köbcentinél járt, a teljesítménye 52 lóerős lett, és az akkori biztonsági előírásoknak megfelelően módosított lökhárító miatt a Civic hossza 3599 milliméteres. 1975-ben jelent meg a CVCC, azaz összetett örvényvezérelt égésű, 1488 köbcentis, 53 lóerős motor, amivel a Civic katalizátor nélkül teljesítette az amerikai tiszta levegőről szóló törvényt. 1979-ben sikeres működését apró finomításokkal és 63 lóerőre emelt teljesítménnyel zárta.

## A második generáció (1979–1983)

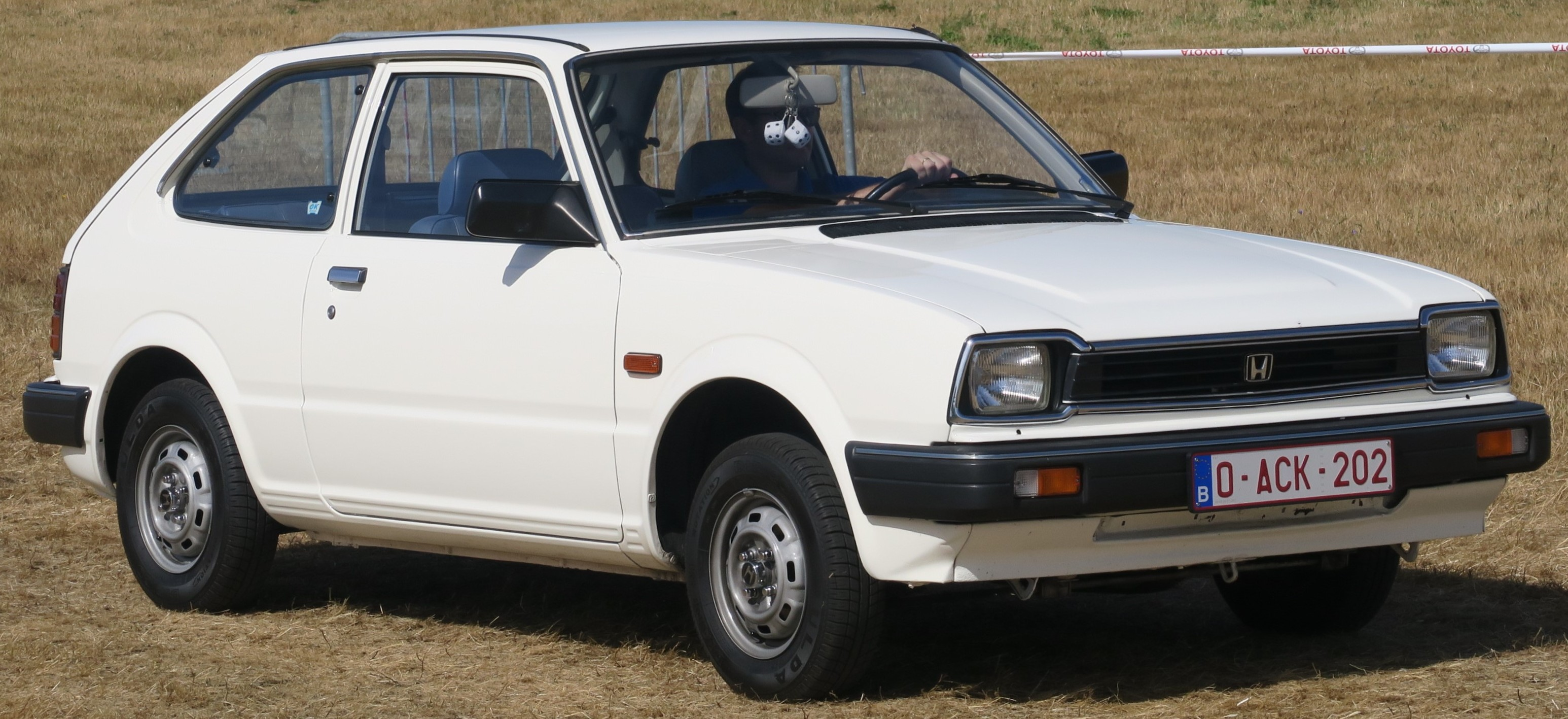
Második generációs Civic hatchback

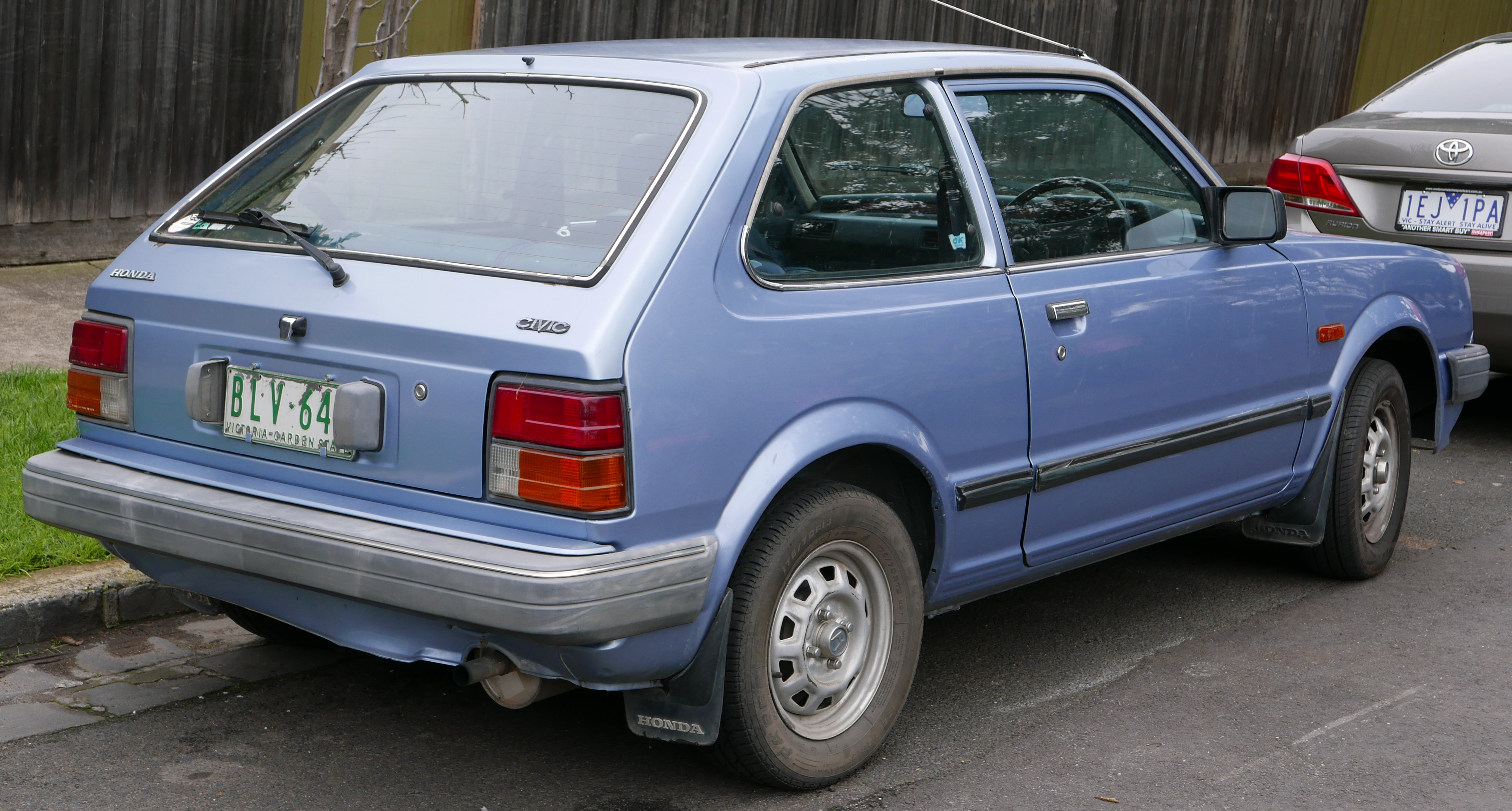
Második generációs Civic hatchback

A második generáció az igényeknek megfelelően nagyobb lett, hiszen a tengelytáv 2250 és 2319 milliméteres lett, a karosszériaváltozatoktól függően. A motorok kizárólag a korszerű CVCC vezérlésű négy hengeresek voltak, melyek közül az 1,3 literes 55, a másfeles 67 lóerőt teljesített. Az alapmodellhez négy-, a nagyobb motorhoz ötfokozatú kézi vagy kétfokozatú automataváltót kínáltak. A négy ajtós szedán 1981-ben debütált, és ennél a változatnál mutatkozott be a háromfokozatú automatikus váltó. 1981-től már ködlámpával és fekete fényezésű lökhárítóval készültek az autók, de a kézi váltók is egységesen öt fokozattal gazdálkodtak.

## A harmadik generáció (1983–1987)

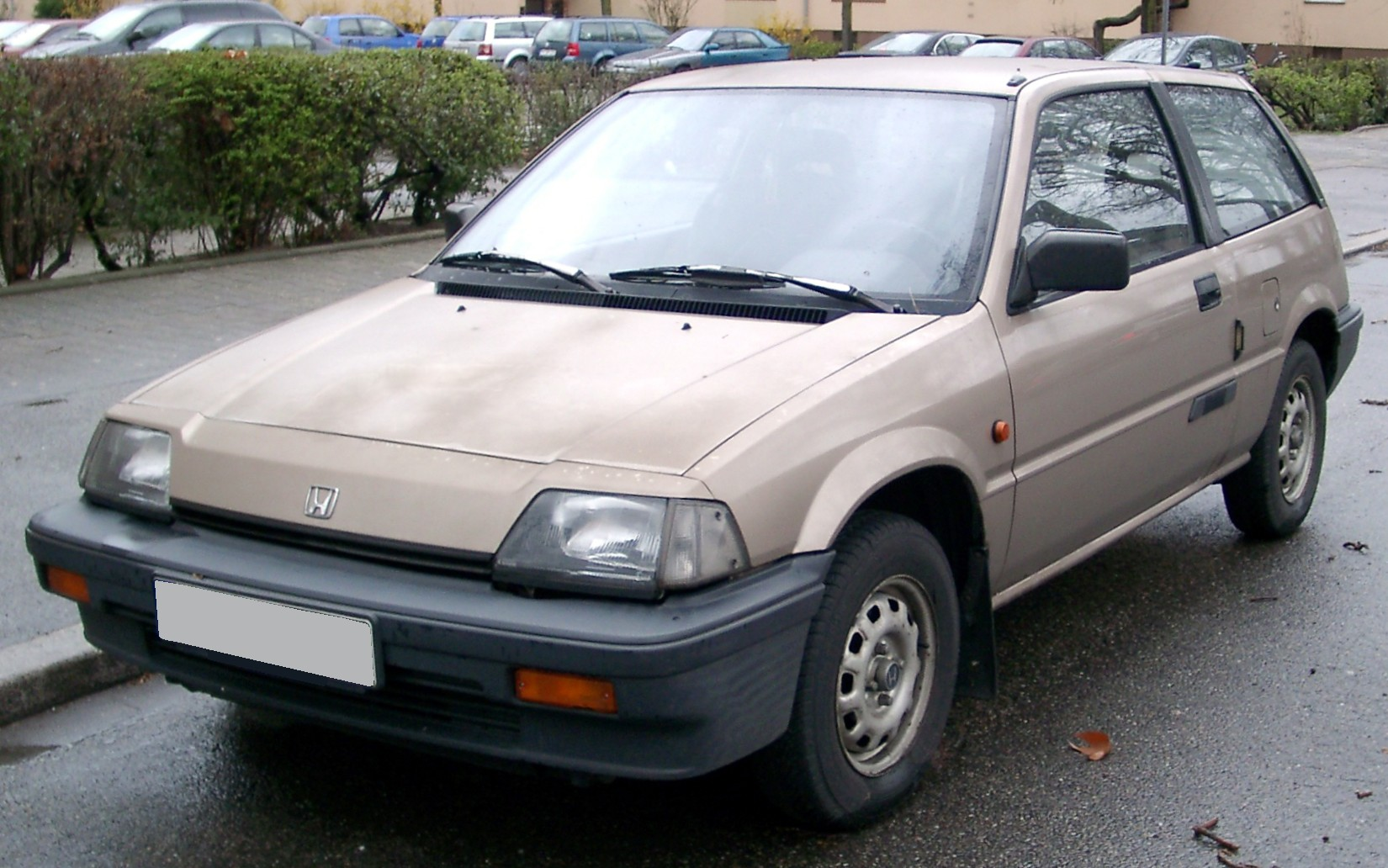
Harmadik generációs Civic hatchback

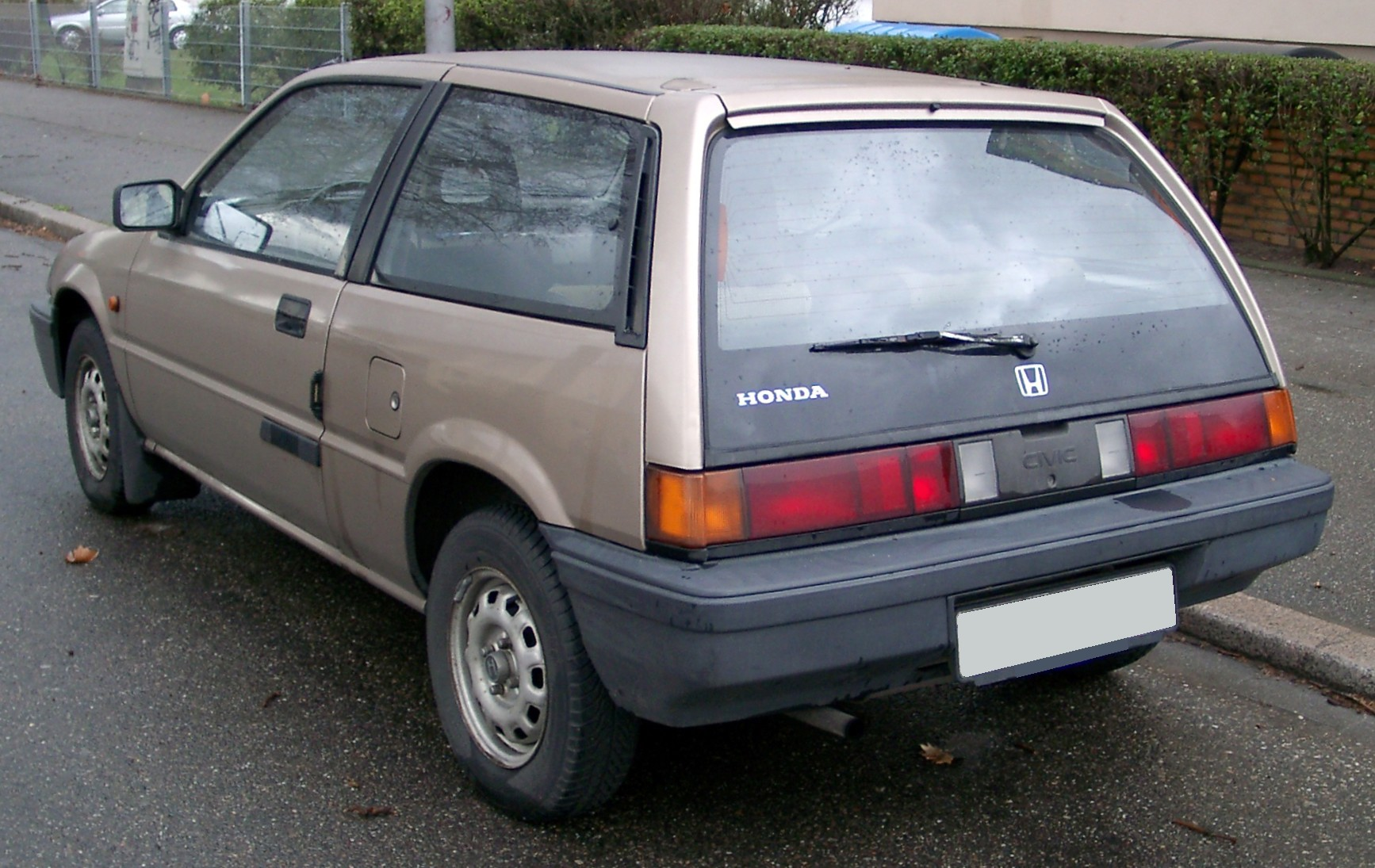
Harmadik generációs Civic hatchback

Az új generáció nemcsak a kötelező méretnövekedésről, hanem egy kifinomultabb megjelenésről is szólt. A tengelytáv 2451 milliméteresre emelése mellett a szedán és ferdehátú kivitelen kívül készült kombiváltozat is, ami korábban csak az Accord sajátja volt. Az 1,5 literes motor hengerenként háromszelepes hengerfejjel mutatkozott be, melynek teljesítménye ugyan már 76 lóerő lett, de a belépő továbbra is az 1,3-as maradt, 60 lóerővel. Ekkor jelent meg független hátsó felfüggesztés is, ami nem csupán helytakarékosabb volt, de páratlan futáskultúrát eredményezett. 1987-ben a kombiváltozat állandó négykerék meghajtással is elkészült.

## A negyedik generáció (1987–1991)

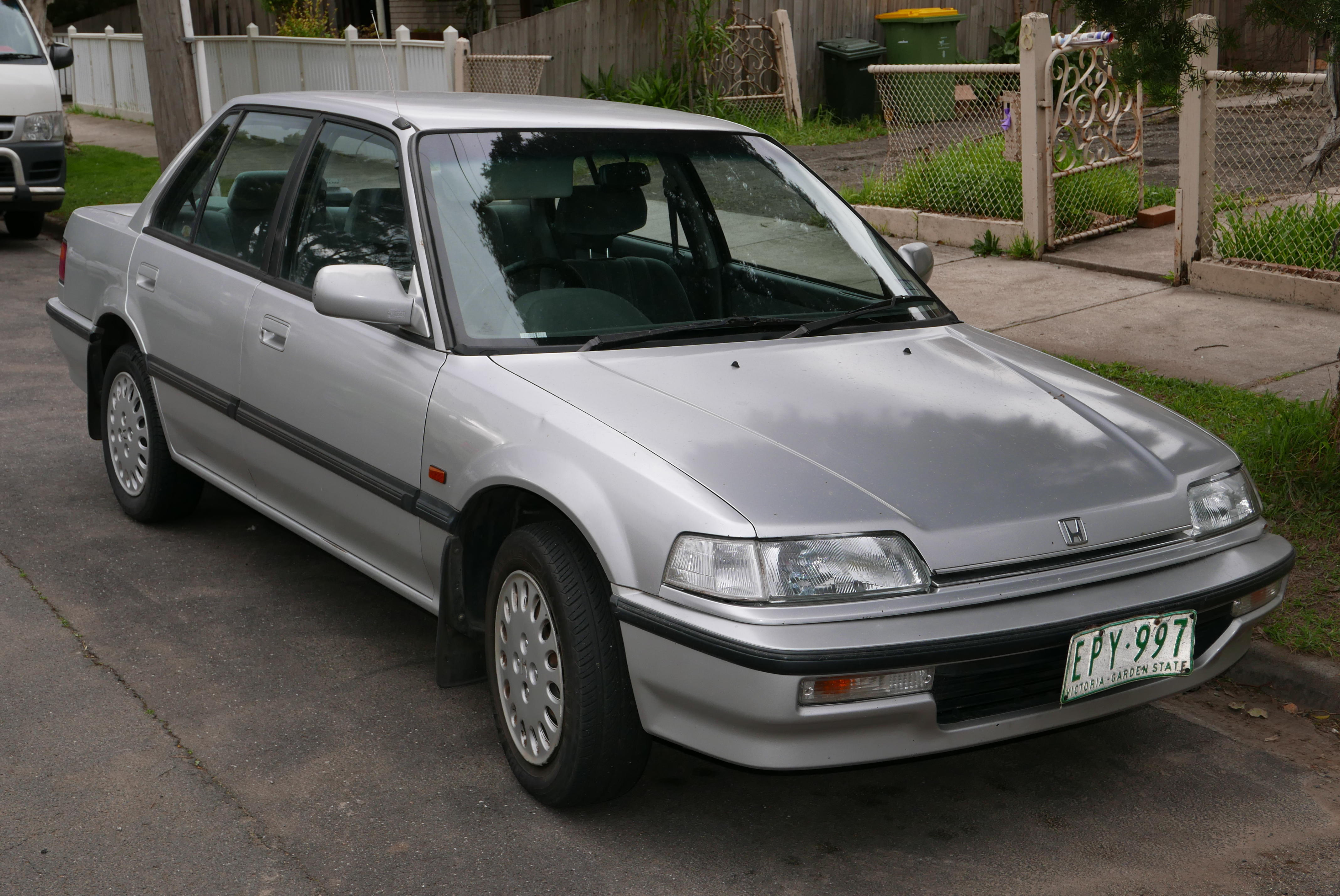
Negyedik generációs Civic szedán

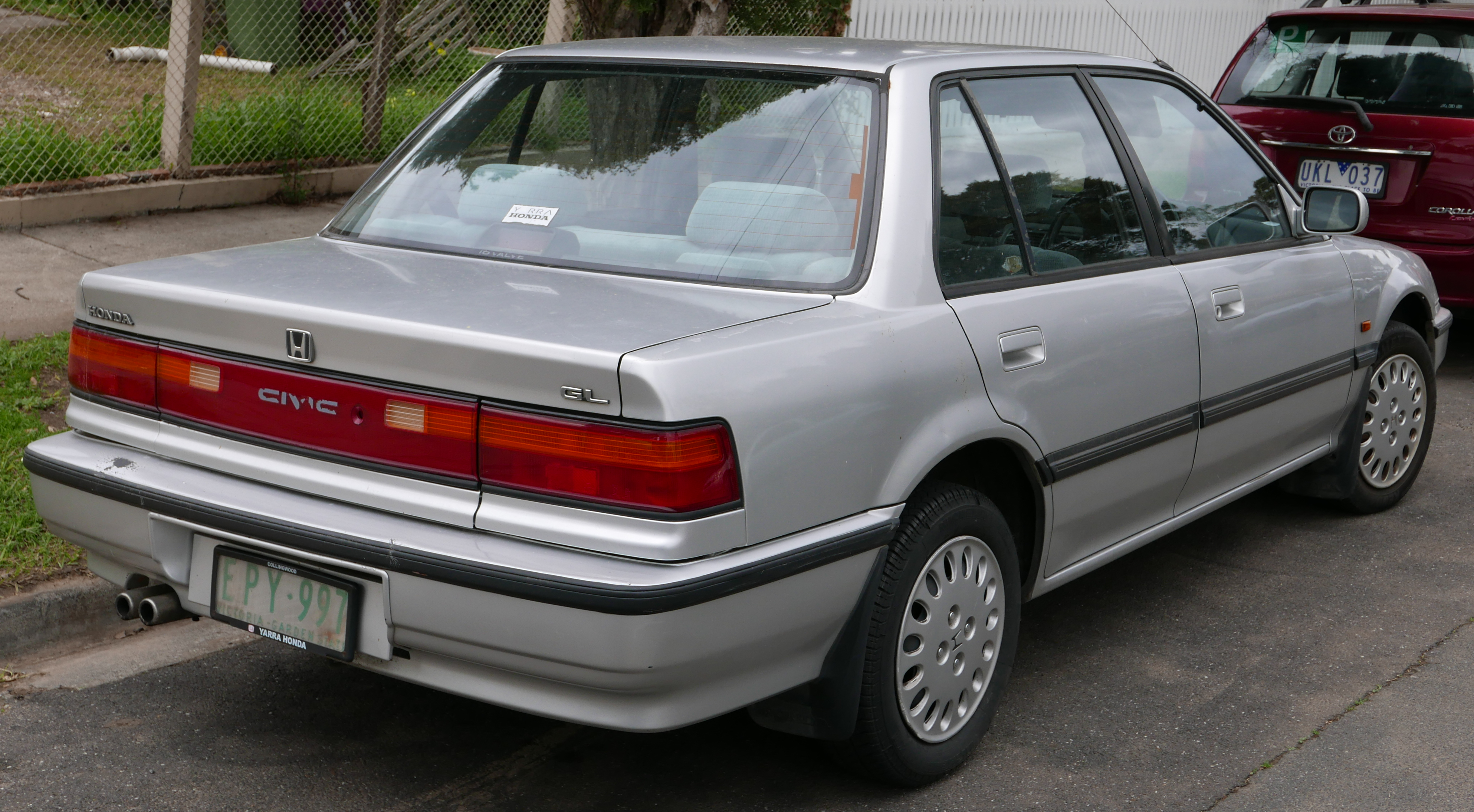
Negyedik generációs Civic szedán

A szokásos méretnövekedés mellett elindult a motortechnika még rohamosabb fejlesztése is, így megjelent az 1,5 literes, 16 szelepes motor, 92, és az 1,6-os 105 lóerővel. Ez utóbbi a négykerék meghajtású változatokhoz is ideális párosítás volt, különösen alacsony fogyasztása miatt. A háromajtós Si kivitele immár 108 lóerővel készült. A modell megjelenése előtt nem sokkal jelent meg az első VTEC változó szelepvezérléses motor, ami 150 lóerejével és nyolcezret meghaladó maximális fordulatszámával a mai napig etalonnak számít.

## Az ötödik generáció (1992–1995)

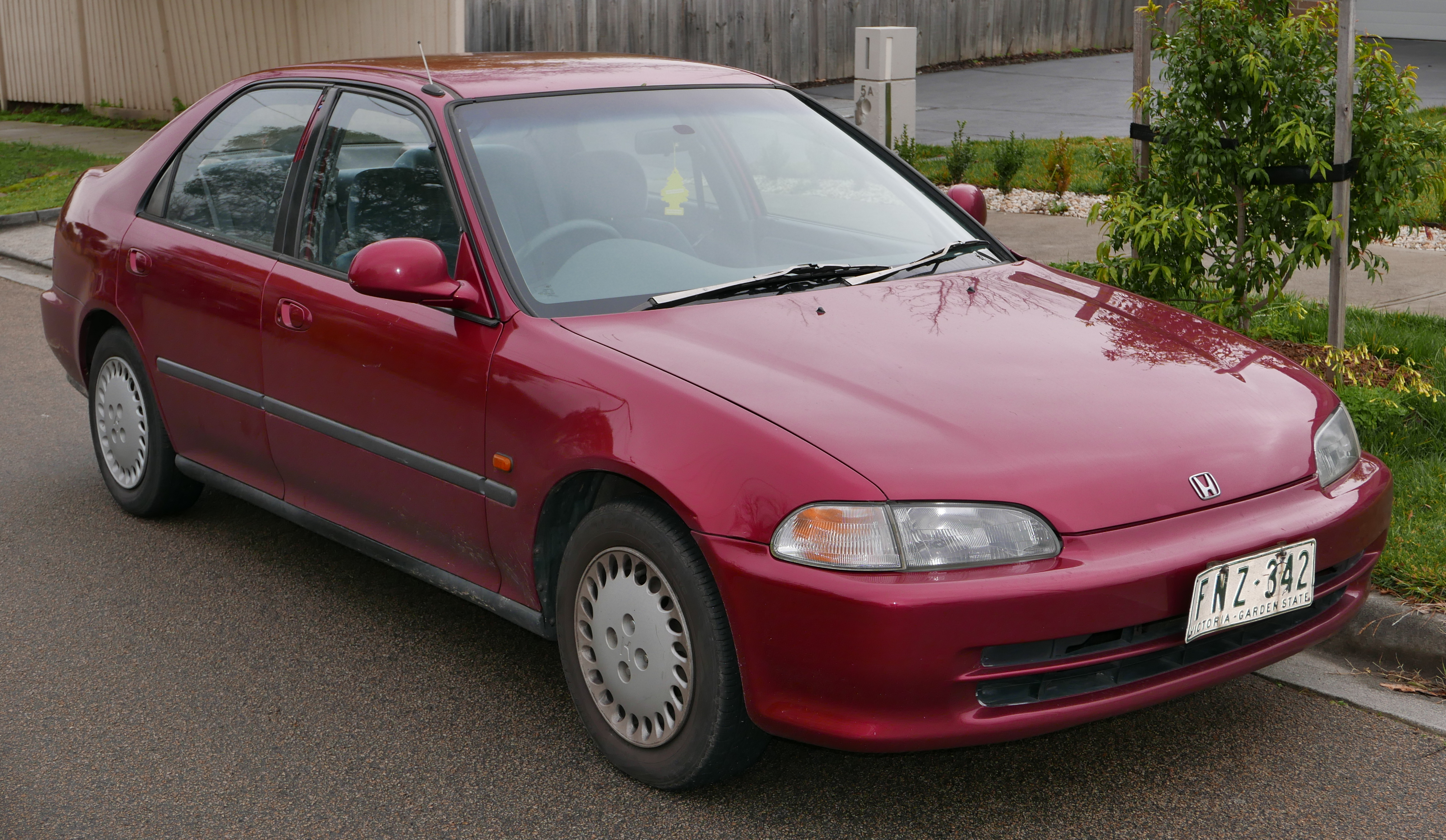
Ötödik generációs Civic szedán

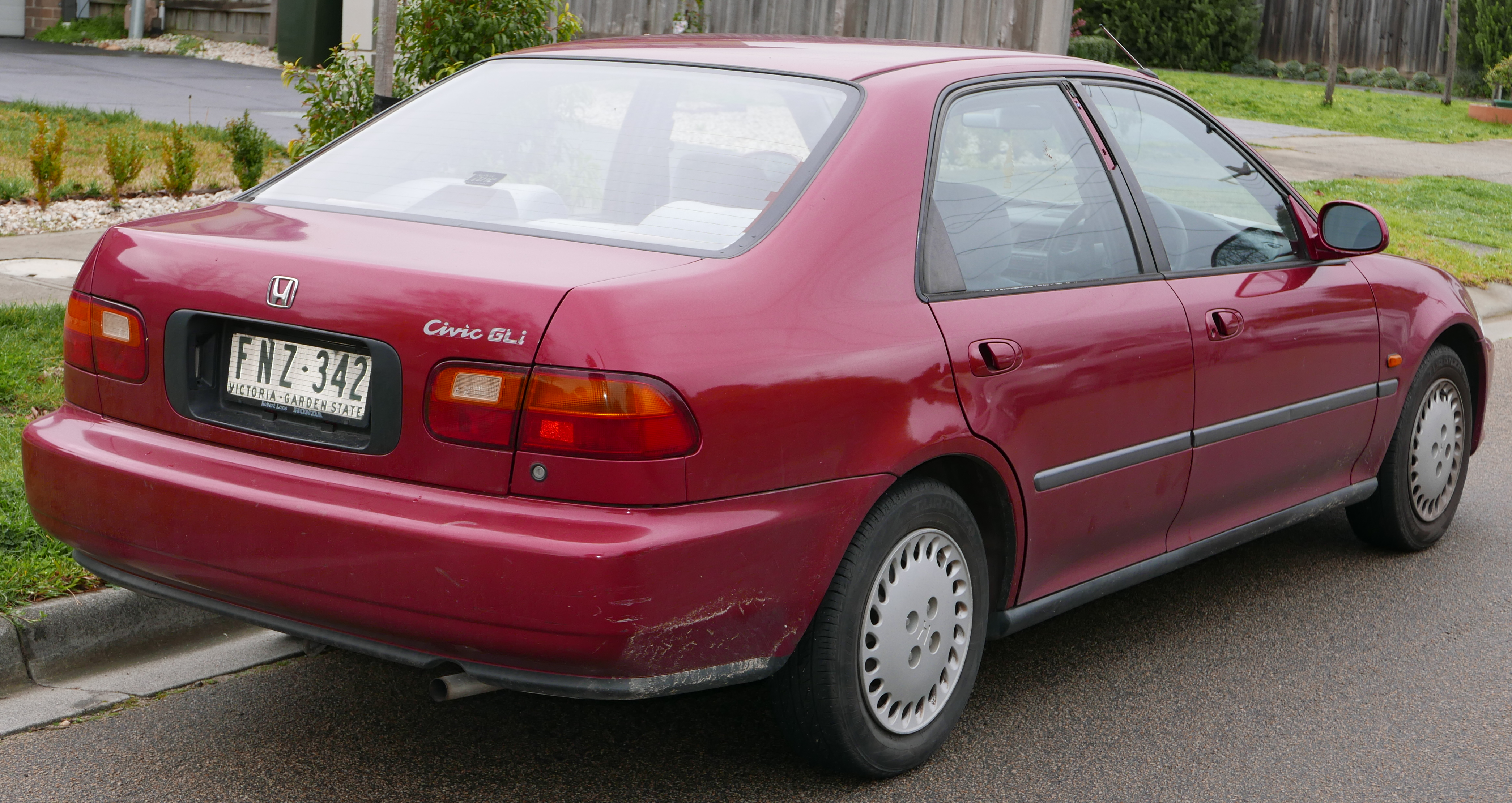
Ötödik generációs Civic szedán

Az ötödik generáció a VTEC változó szelepvezérlés széles körű elterjedését és a kombikivitel törlését hozta. A négy féle kivitelben is készülő autó 1,5 literes motorja a VTEC-E szelepvezérléssel 102 lóerőt teljesített, amely különösen kedvező fogyasztása miatt is közkedveltté vált az autópiacon. Az 1,6 literes motort VTEC szelepvezérléssel 125, majd 1994-től már 160 lóerővel (VTi) készítették, ami a korának egyik közkedvelt autója lett. Ehhez a kifinomult futómű is hozzájárult, hiszen a méretkategóriában egyetlen autómárka sem kínált hasonló színvonalút. A Honda fejlesztői a biztonságról sem feledkeztek meg, hiszen az új Civic már vezető -és utasoldali légzsákot, sőt ABS-t is kapott.

## A hatodik generáció (1996–2000)

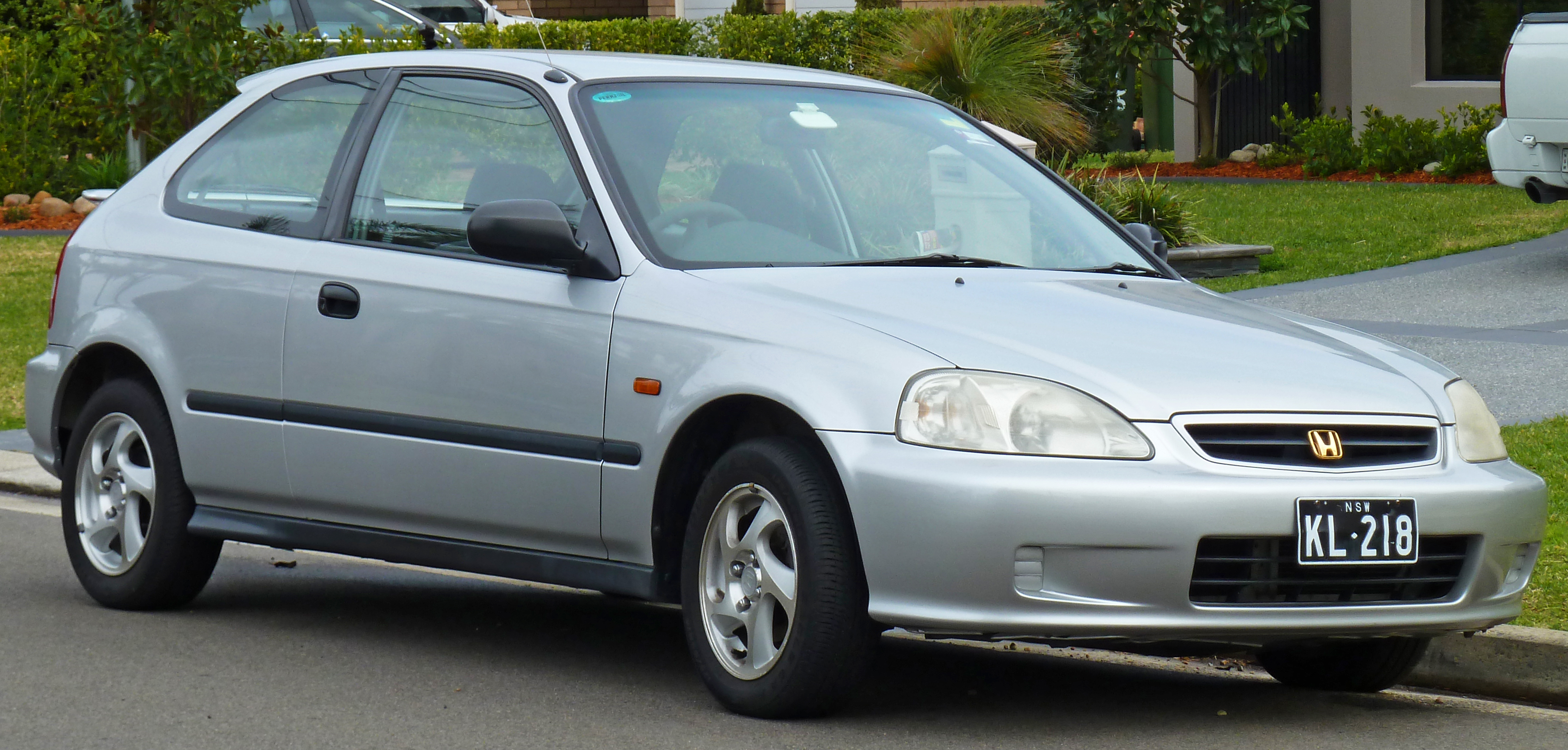
Hatodik generációs Civic hatchback

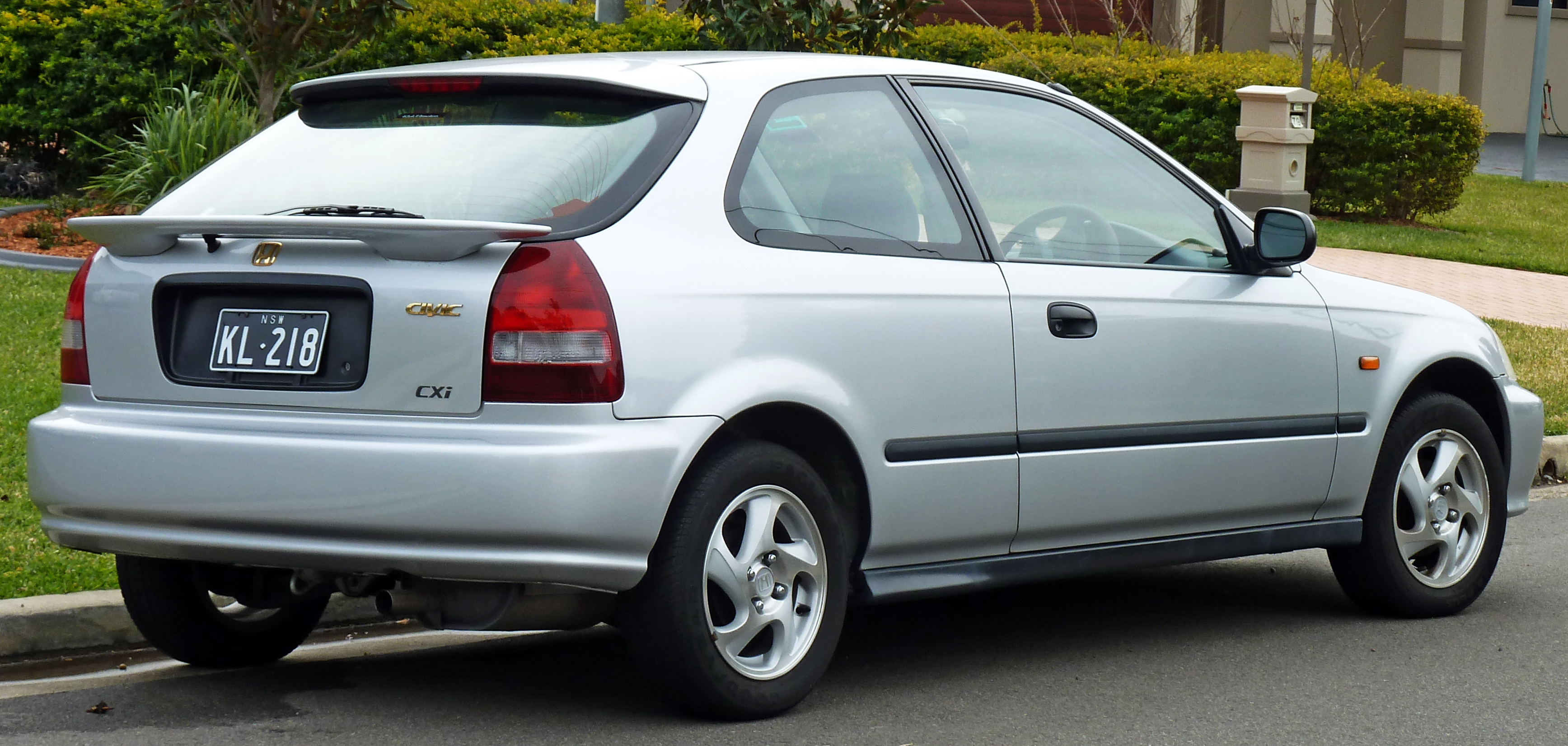
Hatodik generációs Civic hatchback

Az előző generáció sikerét folytató modellcsalád immár tekintélyes utas- és csomagtérrel készült, a ferdehátú mellett már kupé- és szedánváltozatban is. A korábbi sikeres 1,5-ös motor mellett megjelent a 16 szelepes 1,4-es, az 1,6-os pedig különösen alacsony CO2-kibocsátása ellenére is 106 lóerővel büszkélkedhetett, köszönhetően a VTEC tovább fejlesztésének. Az EX kiadáshoz azért 127 lóerősre pumpálták, de a csúcsot továbbra is a 160 lóerős jelentette, amit a VTi megjelölésen túl a különleges légterelő készlet is elkülönített.

## A hetedik generáció (2001–2005)
A korábbi kifejezetten sportos generációk helyett a Civic hetedik generációjának Angliában gyártott 3 és 5 ajtós kivitele már alapvetően családi autó lett, amelyet a magasabb építésmód és a különösen tágas utastér is alátámaszt. Ezek mellett azért a nagy teljesítményű Type-R változatról sem feledkeztek meg, amelyben az új K motorcsalád két liter lökettérfogatú modellje 197 lóerőt kóstált. Ellentétben az európai országok többségével, Magyarországon forgalmazták a japán, majd később török gyártású, elsősorban ázsiai és amerikai piacokra tervezett szedán változatot is. Ennek futóművén ugyan szintén egyszerűsítettek a korábbi generációkéhoz képest és a belső tereken is növeltek, de a külső megjelenése arányos maradt, illetve menetdinamikája is a megszokott közvetlenséget hozta. A jól bevált, megbízható, rugalmas és fogyasztás tekintetében a maga idejében szinte verhetetlen D sorozatú benzinmotor család tagjai mellett kapható volt 1,7-es dízelmotorral is, mely Isuzu alapokra épült. Japánban és Amerikában bemutatkozott a hibrid üzemű változat is.

## A nyolcadik generáció (2005–2011)
A nyolcadik generáció immár előrelépés a lendületesebb autók világához, amit olyan formai elemekkel és minőséggel párosítottak, amely a típus hatalmas sikerét hozta. A hibrid változat második generációja mellett a motorpaletta immár 1,4 és 1,8 literes benzinesekből és 2,2 literes dízelesekből áll. Ezt egészíti ki a máig is változatlan minőségű új Type-R változat, amely a várhatóan a sikeres csúcsmodellek méltó utóda lesz.

## A kilencedik generáció (2011–2016)
A Honda az új Civic-et immár nemcsak közúti használatra tervezte, hanem Honda Szóicsiró jelmondatát is szem előtt tartotta. Az utcai változatot ugyanis kétféle felszereltséggel hozták forgalomba. Az egyik a kifejezetten mindennapi közlekedésre szánt, kényelmi felszerelésekkel ellátott, a másik a sportcélú átalakításra előkészített, a versenyautó építés során amúgy is kikerülő extráktól megszabadított, mintegy 40 kg-mal könnyebb változat. De nemcsak az alapgépet kínálja a Honda a versenyzéshez, hanem az olasz Jas Motorsport által összeállított csomagot is, amellyel elkészíthető a rajtra kész versenyautó.

## A tizedik generáció (2016–2022)
A 2016-os Tokyo Motor Show-n, a Honda bemutatta az új, tizedik generációs Civic-et. A kifejezetten motorsportra tervezett alváz és az osztómű megmaradt, ellentétben sok konkurens 4x4-es modellel. Kétféle karosszéria volt elérhető a export piacon: három- és ötajtós ferdehátú és négyajtós szedán. A Civic helyettesítette a népszerű Honda 1300-as modellt a legtöbb piacon. A hazai piacon a hibrid változat negyedik generációjának 2,2-es motoros változata a már említett középkategóriába sorolódott.

## Civic-gyártás
| 1973   | 1974   | 1975    | 1976    | 1977    | 1978    | 1979    | 1980    | 1981    | 1982    | 1983    | 1984    | 1985    | 1986    | 1987    |
| ------ | ------ | ------- | ------- | ------- | ------- | ------- | ------- | ------- | ------- | ------- | ------- | ------- | ------- | ------- |
| 32,575 | 43,119 | 102,389 | 132,286 | 147,638 | 154,035 | 155,541 | 138,740 | 154,698 | 132,469 | 137,747 | 184,846 | 208,031 | 235,801 | 221,252 |

| 1988    | 1989    | 1990    | 1991    | 1992    | 1993    | 1994    | 1995    | 1996    | 1997    | 1998    | 1999    | 2000    | 2001    | 2002    |
| ------- | ------- | ------- | ------- | ------- | ------- | ------- | ------- | ------- | ------- | ------- | ------- | ------- | ------- | ------- |
| 255,579 | 267,023 | 289,435 | 286,350 | 321,144 | 335,110 | 318,309 | 324,528 | 331,780 | 313,159 | 299,672 | 309,196 | 308,415 | 316,638 | 331,095 |

| 2003    | 2004    | 2005    | 2006    | 2007    | 2008    | 2009    | 2010    | 2011    | 2012    | 2013    | 2014    | 2015    | 2016    | 2017    |
| ------- | ------- | ------- | ------- | ------- | ------- | ------- | ------- | ------- | ------- | ------- | ------- | ------- | ------- | ------- |
| 259,722 | 260,218 | 221,235 | 317,909 | 336,180 | 325,981 | 335,384 | 366,927 | 377,286 | 317,909 | 336,180 | 325,981 | 335,384 | 336,927 | 377,286 |

## Biztonság
A Honda Civic Euro NCAP teszteredményei:

| Modell évjárata | Márka | Modell | Típus            | Tömeg (kg) | Felnőtt esetén | Gyalogos esetén | Gyermek esetén | Biztonsági segédlet |
| --------------- | ----- | ------ | ---------------- | ---------- | -------------- | --------------- | -------------- | ------------------- |
| 1979            | Honda | Civic  | 2-DR             | 982        |                |                 | Nincs adat     | Nincs adat          |
| 1980            | Honda | Civic  | 2-DR HBK         | 1042       |                |                 | Nincs adat     | Nincs adat          |
| 1981            | Honda | Civic  | 2-DR HBK         | 980        |                |                 | Nincs adat     | Nincs adat          |
| 1981            | Honda | Civic  | 4-DR HBK         | 1114       |                |                 | Nincs adat     | Nincs adat          |
| 1984–1987       | Honda | Civic  | 2-DR             | 1048       |                |                 | Nincs adat     | Nincs adat          |
| 1984–1987       | Honda | Civic  | 4-DR wagon       | 1138       |                |                 | Nincs adat     | Nincs adat          |
| 1988–1989       | Honda | Civic  | 2-DR             | 1153       |                |                 | Nincs adat     | Nincs adat          |
| 1990–1991       | Honda | Civic  | 4-DR             | 1021       |                |                 | Nincs adat     | Nincs adat          |
| 1992–1993       | Honda | Civic  | 2/4-DR           | 1065       |                |                 | Nincs adat     | Nincs adat          |
| 1994–1995       | Honda | Civic  | 2-DR             | 1133       |                |                 | Nincs adat     | Nincs adat          |
| 1994–1995       | Honda | Civic  | 4-DR             | 1050       |                |                 | Nincs adat     | Nincs adat          |
| 1996–1997       | Honda | Civic  | 2-DR             | 1060       |                |                 | Nincs adat     | Nincs adat          |
| 1996–1997       | Honda | Civic  | 4-DR             | 1049       |                |                 |                |                     |
| 1998–2000       | Honda | Civic  | 2-DR             | 1049       |                |                 |                |                     |
| 1998–2000       | Honda | Civic  | 4-DR             | 1079       |                |                 |                |                     |
| 2001–2005       | Honda | Civic  | 4-DR w/+w/o SAB  | 1144       |                |                 |                |                     |
| 2001–2005       | Honda | Civic  | 2-DR w/o SAB     | 1135       |                |                 |                |                     |
| 2001–2005       | Honda | Civic  | 2-DR w/SAB       | 1135       |                |                 |                |                     |
| 2002–2005       | Honda | Civic  | 2-DR HBK w/o SAB | 1135       |                |                 |                |                     |
| 2006–2011       | Honda | Civic  | 2-DR w/SAB       | 1197       |                |                 |                |                     |
| 2006–2011       | Honda | Civic  | 4-DR w/SAB       | 1247       |                |                 |                |                     |
| 2012            | Honda | Civic  | 4-DR w/SAB       | 1211       |                |                 |                |                     |
| 2013            | Honda | Civic  | 4-DR w/SAB       | 1277       |                |                 |                |                     |